# Эксикатор

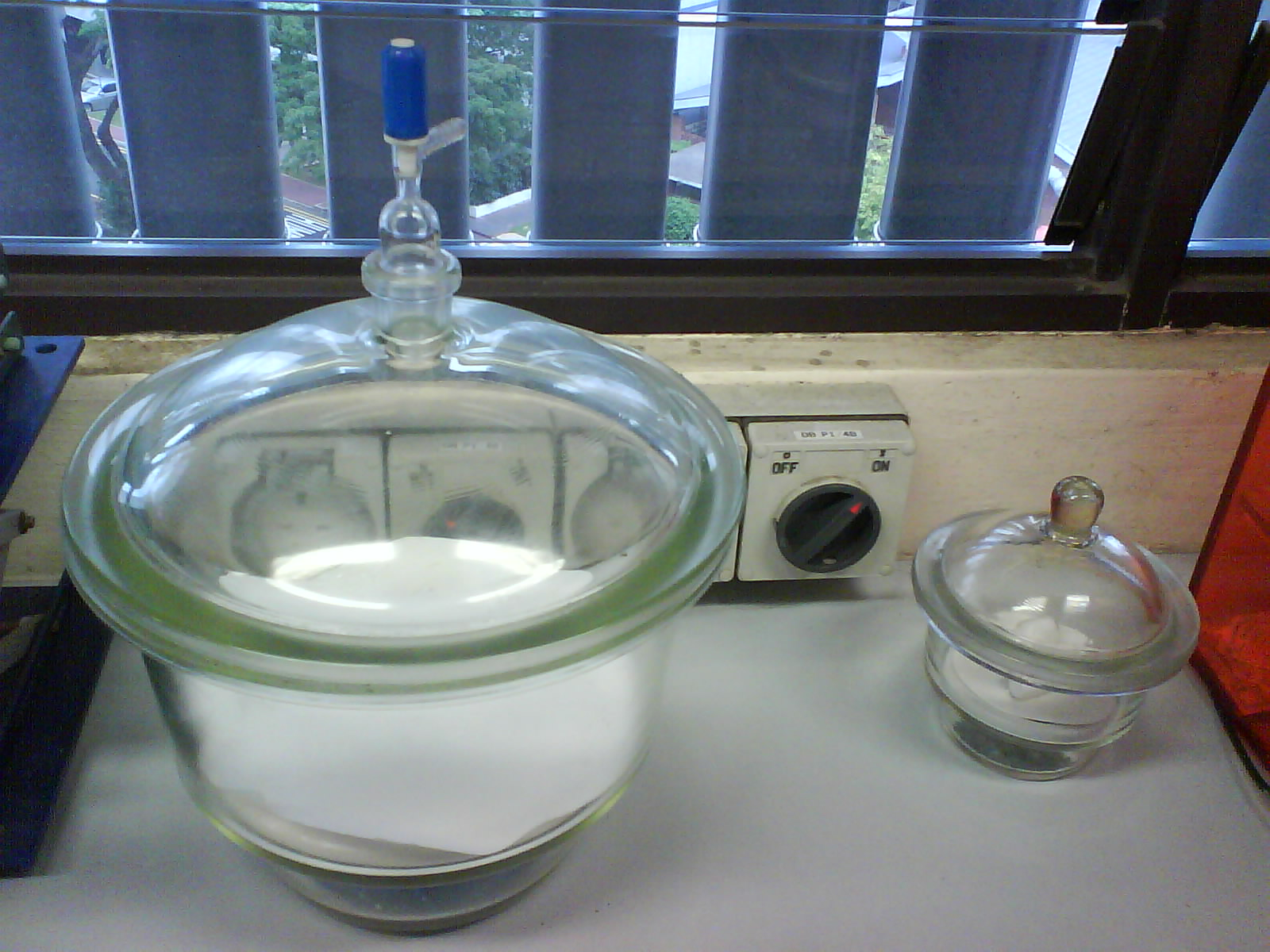
Эксикаторы

Эксика́тор (от лат. exsiccare «осушать») — сосуд, в котором поддерживается определённая влажность воздуха (обычно близкая к нулю), изготовленный из толстого стекла или (реже) пластика. Крышка эксикатора пришлифована к плоскости верхнего края его корпуса и для достижения герметичности смазывается специальной вакуумной смазкой или вазелином.
Эксикаторы используются для медленного высушивания при комнатной температуре, хранения гигроскопичных соединений, в гравиметрическом анализе, когда важно не допустить насыщения исследуемых веществ неопределённым количеством воды из воздуха, а также в почвоведении для снятия кривой ОГХ. Для некоторых целей возможно создание вакуума внутри эксикатора.
Эксикатор имеет особую форму для размещения решётчатого фарфорового поддона, на который устанавливаются бюксы. На дно эксикатора помещается гигроскопичное вещество для осушения или раствор, поддерживающий определённое парциальное давление водяных паров.
Открывать эксикатор следует, сдвигая крышку, а не поднимая её, так как в противном случае возможен подъём корпуса с последующим отделением и разрушением. Переносить эксикатор следует, придерживая крышку большими пальцами, чтобы не допустить её соскальзывания. Помещая в эксикатор горячие тигли и другие предметы, следует оставлять крышку приоткрытой, чтобы при их остывании давление не понизилось до уровня, препятствующего открытию эксикатора.
Некоторые виды эксикаторов снабжены отверстием с краном для откачки воздуха или заполнения эксикатора инертным газом. Вакуумные эксикаторы во время первой откачки следует накрывать тканью или проволочной клеткой, так как может произойти взрыв и разлёт осколков из-за производственных дефектов или натяжения стекла. Из-за риска взрыва запрещается перевозить откачанные эксикаторы.

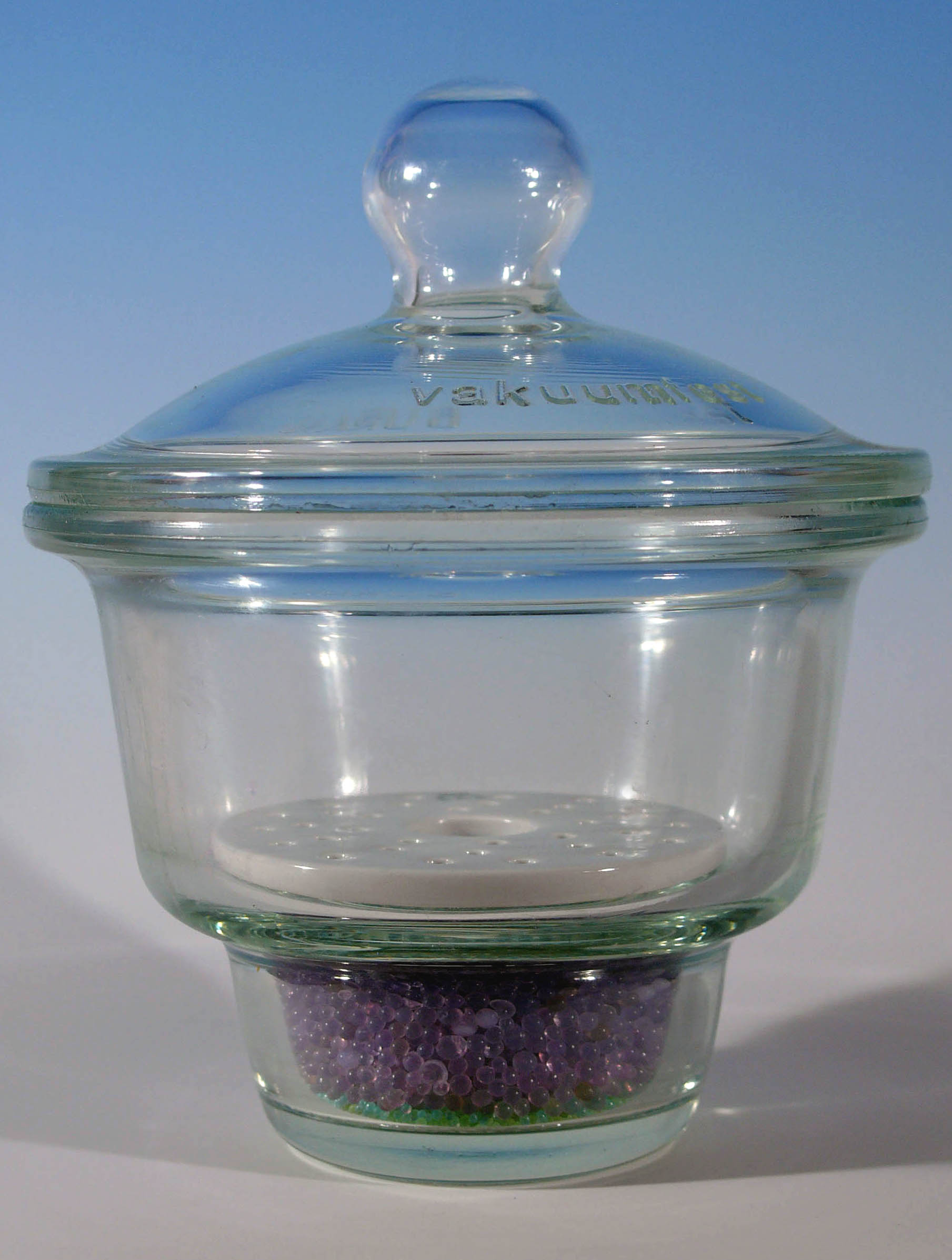
Эксикатор с силикагелем, к которому добавлен цветовой индикатор насыщения влагой

В энтомологии эксикатор, на дно которого насыпан влажный песок, используют для размачивания материала.